# Вукан Вуканић
Вукан Вуканић је српски сликар и професор ликовне културе у ОШ "Бора Станковић" у Београду. Вукан (Велимира) Вуканић рођен је у Земуну 24. јуна 1969. године. Факултет примењених уметности и дизајна, одсек дизајнер индустријских производа, завршио је 1995. године у Београду у класи професора Богољуба Теофановића. 

## Биографија
Из Вуканове биографије посебно се издваја:
- У предузећу “Електрофриго” у Добановцима радио је као дизајнер у период од 1995. до 1997. године.
- На Сајму пољопривреде у Новом Саду 1996. године освојио специјалну награда за дизајн.
- За дневне новине “Глас јавности” радио је хонорарно као илустратор од 1998. године.
- Реализовао је бројне пројекте осликавања ентеријера од којих наводимо: Клуб уметника НО ПРОБЛЕМ 1997, затим, “Колибрић”, вртић на XVII спрату београђанке и друге.
- Од 2008. године члан је УЛУС-а.
- Вукан је са успехом остварио три самосталне изложбе. Такође, учесник је више групних изложби као и сликарске колоније Засавица 2013.

## Самосталне изложбе
- 2003. Изложба Вукана Вуканића у згради СО Нови Београд
- 2007. Изложба Вукана Вуканића у Библиотеци "Бранко Миљковић"
- 2013. Светосавска изложба у кући "Краља Петра"

## Групне изложбе
- 2000. - 32. мајска изложба, изложба “Оловка гледа животиње”
- 2001. - 33. мајска изложба, и ИX Београдски салон
- 2003. - Пролећна изложба УЛУС-а
- 2006. - Пролећна изложба УЛУС-а
- 2009. - Пролећна изложба - Уметнички павиљон Цвијета Зузорић, Београд, Мали Калемегдан
- 2013. - Новогодишња изложба УЛУС-а
- 2013. - Градска скупштина, пратећа изложба хуманитарне акције врхунских вина Србије под покровитељством фондације Владе Дивац

## Остале активности
- Пауново перо - Попут алхемичара који од штапа прави жезло, ликовни уметник Вукан.Вуканић оживео је наше приче илустрацијама ...
- Илустрације за цд Бранка Коцкице "Ћопави комарац" и још један његов цд .
- За фирму "Graham & Brovn" слика на тапету, лични поклон .
- Позоришна представа „Власт“ - Бранислав Нушић - Сцена коју је осликао наставник ликовног, наш директор Вукан Вуканић